# Eddie Sachs
Eddie Sachs, ameriški dirkač Formule 1, * 28. maj 1927, ZDA, † 30. maj 1964, Speedway, Indiana, ZDA.
Eddie Sachs je pokojni ameriški dirkač, ki je med leti 1957 in 1964 sodeloval na ameriški dirki Indianapolis 500, ki je med letoma 1950 in 1960 štela tudi za prvenstvo Formule 1. Najboljši rezultat je dosegel na dirki leta 1959, ko je zasedel sedemnajsto mesto. Na dirki leta 1964 se je smrtno ponesrečil.